# Alfred Terry
Alfred Howe Terry (Hartford, 10 novembre 1827 – New Haven, 16 dicembre 1890) è stato un generale statunitense dell'Unione durante la guerra di secessione americana e il comandante militare del territorio del Dakota dal 1866 al 1869 e di nuovo dal 1872 al 1886.

## Gioventù ed inizio carriera
Nonostante sia nato a Hartford (Connecticut), la famiglia di Alfred Terry si trasferì poco dopo a New Haven, dove passò la maggior parte della sua gioventù. Terry si diplomò presso la Hopkins School di New Haven nel 1838. Dopo aver frequentato la Yale Law School nel 1848 divenne avvocato e fu nominato alla Corte Suprema della contea di New Haven.

## Guerra di secessione americana

### Carolina del Sud
Quando scoppiò la guerra di secessione Terry arruolò il 2º reggimento volontari di fanteria del Connecticut e fu nominato colonnello. Il suo reggimento combatté la prima battaglia di Bull Run, dopodiché Terry ed il reggimento furono trasferiti in Carolina del Sud. Il 13 settembre 1861 a New Haven organizzò un reggimento speciale, il 7° volontari di fanteria del Connecticut, con una durata di tre anni nominando come tenente colonnello Joseph Roswell Hawley, che o aveva aiutato a reclutare i soldati. Fu promosso generale di brigata dei volontari nell'aprile 1862 e messo al comando della Morris Island Division del X Corpo. Terry fu seriamente coinvolto nelle operazioni d'assedio contro Charleston del 1863 e contro Morris Island, Carolina del Sud. Le truppe di Terry furono coinvolte in una schermaglia a Grimball's Landing prima di conquistare Fort Wagner nel settembre 1863. L'anno dopo l'intero X Corpo fu mandato a nord con l'Armata del James di Benjamin Butler in Virginia.

### Virginia
La Morris Island Division Terry fu riassegnata alla 1ª divisione, X Corpo, e combatté la battaglia di Proctor's Creek e la campagna di Bermuda Hundred nei pressi di Richmond. Dopo l'inizio dell'assedio di Petersburg, Terry continuò a combattere battaglie a nord del fiume James, in particolare la battaglia di New Market Heights. Alla morte ad ottobre del comandante del X Corpo David Bell Birney, Terry assunse per breve tempo il comando prima che il X Corpo venisse sciolto. La sua leadership non fu mai messa in discussione, ma non raggiunse sul campo la stessa gloria di molti suoi colleghi contemporanei.

### Fort Fisher e Carolina del Nord

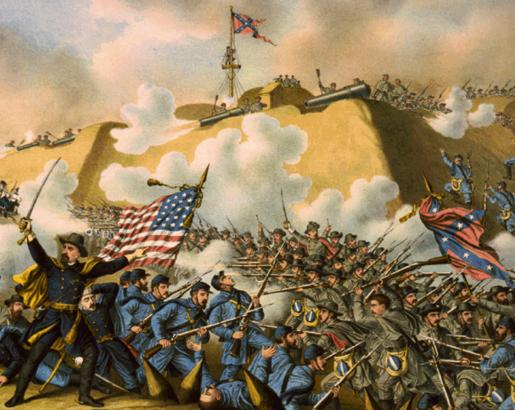
Maggior generale Alfred Terry (dipinto/estratto 1890): mentre guida l'Union Army alla conquista di Fort Fisher nel gennaio 1865

Il migliore risultato conseguito da Terry durante la guerra fu quando fu messo a capo del Fort Fisher Expeditionary Corps. Benjamin Butler aveva già fallito in una precedente spedizione contro Fort Fisher alla fine del 1864. Terry si era meritato la fiducia del generale Ulysses Simpson Grant ed era al comando delle forze di terra in una seconda spedizione contro la fortezza. A differenza di Butler, Terry cooperò bene con la marina comandata da David Dixon Porter. Il 13 gennaio 1865 Terry mandò una divisione delle United States Colored Troops a bloccare i Confederati di Braxton Bragg a nord di Fort Fisher. Mandò la sua altra divisione con Adelbert Ames contro la parte settentrionale della fortezza. Dopo un combattimento corpo a corpo, le truppe dell'Unione presero il controllo della fortezza. Per quanto fatto nella battaglia di Fort Fisher Terry fu promosso a maggior generale dei volontari e generale di brigata dell'esercito regolare. I rinforzi giunsero a febbraio e John Schofield prese il comando della campagna contro Wilmington. Dopo la caduta di Wilmington, il Fort Fisher Expeditionary Corps fu rinominato X Corpo, con Terry al comando, e partecipò alle fasi finali della campagna delle Caroline. Viene generalmente considerato uno dei più bravi generali che, nonostante non avessero ricevuto un addestramento, si distinsero nel corso della guerra.

## Attività postbelliche

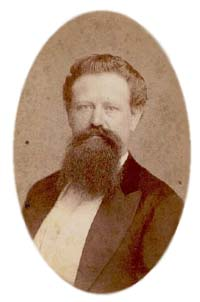
Alfred Terry dopo la guerra

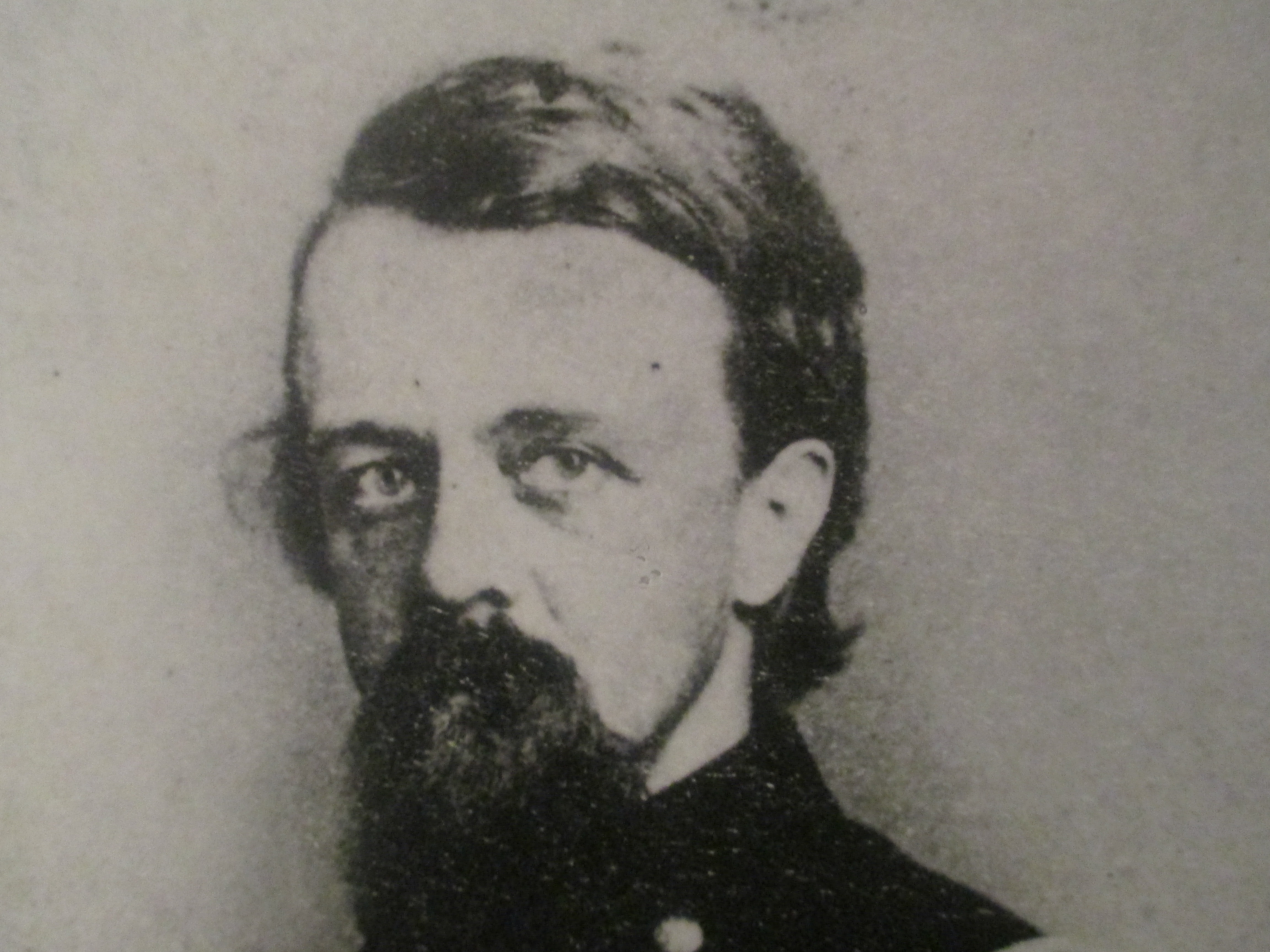
Terry come appare nel Cape Fear Museum di Wilmington, Carolina del Nord, nelle cui vicinanze conquistò Fort Fisher nel 1865

Dopo la guerra Terry rimase nell'esercito. Aiutò a negoziare il trattato di Fort Laramie (1868) che pose fine alla guerra di Nuvola Rossa contro gli Stati Uniti. Terry fu un fermo oppositore del Ku Klux Klan dopo essere stato assegnato come ultimo governatore militare al Terzo distretto militare con base ad Atlanta, dove prestò servizio a partire dal 22 dicembre 1869.
Terry fu il comandante della colonna militare statunitense che marciò ad ovest nel territorio del Montana in quella che oggi è chiamata Campagna Secolare del 1876–1877. Due altre colonne marciarono verso lo stesso obiettivo (George Crook da sud e John Gibbon da ovest). I suoi uomini giunsero poco dopo la battaglia del Little Bighorn e scoprirono i corpi degli uomini di Custer. Nell'ottobre 1877 si recò in Canada per negoziare con Toro Seduto. Era ancora a capo del Montana durante la guerra dei Nasi Forati ed inviò rinforzi per catturare Capo Giuseppe in fuga.
Nel 1878 Terry, col maggior generale John Schofield, fece parte di una commissione presidenziale a cui era stato chiesto di riesaminare la condanna inflitta dalla corte marziale a Fitz John Porter. La commissione scoprì che Porter era stato accusato ingiustamente di vigliaccheria e disobbedienza.
Nel 1886 Terry fu promosso maggior generale e fu messo al comando della divisione militare del Missouri, con sede da Chicago. Morì quattro anni dopo a New Haven, dove fu sepolto nel cimitero di Grove Street.

## Nei media
Nel 1967 Terry fu interpretato da Robert F. Simon (1908–1992) nella serie televisiva della ABC intitolata Custer. Nella serie Terry si scontra spesso con l'esuberante Custer, interpretato da Wayne Maunder.
Nel 1974 Terry viene interpretato da Philippe Noiret in Non toccare la donna bianca di Marco Ferreri.
Nel 1991 Terry è stato interpretato da Terry O'Quinn nel film per la televisione Custer figlio della stella del mattino.